# トヨタ小野グループサービス
トヨタ小野グループサービス株式会社（トヨタおのグループサービス）は、青森県十和田市に本社を置くトヨタ自動車製およびダイハツ製自動車の新車点検・保管、自動車輸送、自動車鈑金塗装を主に行っている会社。

## 概要
青森トヨタ自動車、青森トヨペット、ネッツトヨタ青森、青森ダイハツモータースの自動車の新車点検・保管、自動車輸送、自動車鈑金塗装を行っている。
このほか石油類販売（青森市・七戸町にてENEOSの特約店としてガソリンスタンドを運営）、保険代理店の業務も行っている。

## 沿革
- 1968年12月 - 設立。
- 2008年7月 - トヨタ小野グループ株式会社から社名変更。

## 拠点
本社
青森県十和田市大字三本木字千歳森355
BP南部
十和田市大字三本木字千歳森355
BP津軽
青森市浪岡大字大釈迦字山田75-1
青森給油所（東青森SS）
青森市岡造道二丁目10-6
天間林給油所
上北郡七戸町字後平150-170